# دروغین‌آب‌شش دراز
دروغین‌آب‌شُش دراز (نام علمی: Nothobranchius elongatus) نام یک گونه از سرده دروغین‌آب‌شش‌ها است.